# Varanoidea
Varanoidea – klad gadów łuskonośnych z grupy Anguimorpha. Wielu autorów używało tego terminu alternatywnie do Platynota, jednak w nowszych publikacjach uznaje się odrębność tych taksonów. Zawartość taksonomiczna Varanoidea znacznie różni się w zależności od przyjętej definicji. Przeważnie do grupy tej zalicza się trzy rodziny mające żyjących przedstawicieli – waranowate, helodermowate i Lanthanotidae – oraz liczne formy wymarłe. Lee (1997) zdefiniował Varanoidea jako nazwę odnoszącą się do kladu obejmującego ostatniego wspólnego przodka rodzajów Heloderma, Lanthanotus i Varanus. Według przeprowadzonej przez niego analizy filogenetycznej do tak definiowanych Varanoidea należałyby nie tylko te trzy rodziny, lecz również m.in. mozazaury i węże. Gao i Norell (1998) przypisali nazwę Varanoidea do znacznie mniej obszernego kladu – obejmującego ostatniego wspólnego przodka Telmasaurus i rodziny Varanidae. Do tak definiowanych Varanoidea nie należałyby nie tylko węże i mozazaury, ale prawdopodobnie również Monstersauria, obejmujące m.in. rodzinę helodermowatych. Inni autorzy twierdzą, że Varanoidea obejmują dwie główne linie ewolucyjne: Monstersauria oraz rodzinę waranowatych i taksony blisko z nią spokrewnione.
Najstarsze skamieniałości Varanoidea pochodzą z osadów laurazjatyckich, datowanych na około 95 mln lat i należą do form morskich. Stosunkowo niedługo później w zapisie kopalnym pojawiają się również lądowi przedstawiciele tej grupy. Spekulowano, że Varanoidea wyewoluowały w kredzie na terenach współczesnej wschodniej Azji, a następnie podzieliły się na dwie grupy, spośród których jedna skolonizowała Amerykę Północną przez Beringię, a pozostałe rozprzestrzeniły się w Azji, Afryce i Europie.